# Hersilia pungwensis
Hersilia pungwensis är en spindelart som beskrevs av Tucker 1920. Hersilia pungwensis ingår i släktet Hersilia och familjen Hersiliidae.
Artens utbredningsområde är Zimbabwe. Inga underarter finns listade i Catalogue of Life.